# Europeiska radio- och TV-unionen
Europeiska radio- och TV-unionen (engelska European Broadcasting Union, franska Union Européenne de Radio-Télévision, förkortat EBU eller UER) är världens största sammanslutning för nationella TV- och radiobolag. Unionen är framför allt känd för TV-samarbetet, den så kallade Eurovisionen.

## Bakgrund
Organisationen, då kallad Europeiska radiounionen, grundades den 12 februari 1950 i Torquay, Storbritannien av 22 medlemsföretag från lika många länder.
EBU bildades som ett resultat av att länderna i Efterkrigseuropa hade svårt att ena sig kring hur en gemensam organisation skulle byggas upp och styras. Föregångaren till EBU, International Broadcasting Union (IBU), ansågs alltför inblandad i kriget på Tysklands sida, för att BBC skulle återinträda i den organisationen efter kriget. På sovjetiskt initiativ, med uppbackning av bland andra Frankrike, startades en ny organisation, Organisation Internationale de Radiodiffusion (OIR), 1946. Storbritannien vägrade att bli medlem även i den organisationen då reglerna för medlemskap och röstinflytande gav Sovjetunionen och östländerna ett mycket stort inflytande. Under 1949 inleddes sonderingar för att skapa en ny organisation med regler för medlemskap och inflytande som Storbritannien och BBC kunde acceptera och med medlemmar från samtliga länder utanför den sovjetiska intressesfären. I slutet av 1949 bjöd därför BBC:s generaldirektör in till en konferens på den engelska sydkusten i februari 1950 i syfte att bilda en ny europeisk samarbetsorganisation för Europas radioföretag. Som ett resultat av EBU:s bildande, avvecklades IBU och de västeuropeiska medlemmarna i OIR lämnade organisationen. Kvar blev bara de östeuropeiska länderna, och OIR (sedermera OIRT) flyttade sitt säte från Bryssel till Prag. I många år verkade dessa två organisationer parallellt i Europa. Den finska radion Oy Yleisradio Ab (YLE) intog en särställning då den aldrig lämnade sitt medlemskap i OIR innan man inträdde i EBU. Från 1951 och fram till sammanslagningen var YLE den enda radio- och tv-organisationen som var aktiv medlem i båda organisationerna. Först efter Berlinmurens fall och när avspänningen i Europa kommit igång på allvar inleddes förhandlingarna för att slå samman de båda organisationerna. 
Den 1 januari 1993 slogs EBU samman med OIRT. I samband med sammanslagningen byttes EBU:s namn på franska till Union européenne de radio-télévision (UER).

## Medlemskap
Sedan den 1 juli 2021 har unionen 68 aktiva medlemmar i 56 länder inom det av Internationella Teleunionen (ITU) definierade europeiska sändningsområdet: European Broadcasting Area det vill säga Europa samt delar av Mellanöstern och Nordafrika. Utöver detta har unionen sedan den 1 januari 2014 35 associerade medlemmar från hela världen. Enligt EBU:s ursprungliga stadgar fick endast nationella radio- och tv-bolag inom det europeiska rundradioområdet bli aktiva medlemmar. Från och med år 2007 utökades dessa kriterier till att även omfatta nationella radio- och tv-bolag i länder som ligger utanför det europeiska sändningsområdet, men som är medlemmar i Europarådet. Därmed kunde även de nationella radio- och tv-bolagen i Armenien, Azerbajdzjan och Georgien beviljas medlemskap. Om och när Kazakstan beviljas inträde i Europarådet kommer även dess nationella radio- och tv-företag att kunna beviljas aktivt medlemskap i EBU.
Från början tilläts bara två aktiva medlemsorganisationer per land. Då den franska statliga radio- och tv-koncernen ORTF splittrades upp 1975 införde EBU under några år kompletterande aktivt medlemskap utan rösträtt. Detta slopades 1981 och sedan dess får varje medlemsland ha fler än två aktiva medlemsorganisationer. I länder med flera public-service-företag har dessa ofta valt att dela på medlemskapet och rösträtten i en medlemsgrupp. Exempel på detta är Armenien (PTVR), Frankrike (GRF), Monaco (GRMC), Polen (PRT), Sverige (STR) och Tunisien (RTTT).
Under senare år har flera kommersiella TV-bolag med allmän programkaraktär, valt att lämna sitt EBU-medlemskap. Det gäller franska TF1 och Canal+ som lämnade vid utgången av 2017 och svenska TV4 och finska MTV3 som båda lämnade vid utgången av 2018. I de senare fallen är det oklart om ut utträdena hängde samman med Telias förvärv av kanalerna från Bonnier Broadcasting. Även den privata spanska radiokanalen COPE lämnade EBU 2019 och monegaskiska TMC samt den franska radiokanalen Europe 1 lämnade båda organisation 2021.

## Medlemmar
EBU består av 68 sändningsföretag från 56 olika länder:

### Nuvarande medlemmar
| Land                    | Sändningsföretag | Förkortning | År              |
| ----------------------- | --- | ----------- | --------------- |
| Albanien                | Radio Televizioni Shqiptar | RTSH        | 1999            |
| Algeriet                | Établissement Public de Télévision | EPTV        | 1970            |
| Algeriet                | Entreprise Nationale de Radiodiffusion Sonore | ENRS        | 1970            |
| Algeriet                | Télédiffusion d'Algérie | TDA         | 1970            |
| Andorra                 | Ràdio i Televisió d'Andorra | RTVA        | 2002            |
| Armenien                | Hajastani hanrajin herrustajnkerut’jun | ARMTV       | 2005            |
| Armenien                | Hajastani hanrajin radio | ARMR        | 2005            |
| Azerbajdzjan            | İctimai Televiziya və Radio Yayımları Şirkəti: - İctimai Televiziya (İctimai Television, İTV) - İctimai Radio (İR) | İCTI/İTV    | 2007            |
| Belgien                 | Vlaamse Radio- en Televisieomroeporganisatie | VRT         | 1950            |
| Belgien                 | Radio-Télévision Belge de la Communauté Française | RTBF        | 1950            |
| Bosnien och Hercegovina | Bosanskohercegovačka Radiotelevizija | BHRT        | 1993            |
| Bulgarien               | Bǎlgarsko Natsionalno Radio | BNR         | 1993            |
| Bulgarien               | Bălgarska Natsionalna Televizija | BNT         | 1993            |
| Cypern                  | Radiofonikó Ídryma Kýprou Kıbrıs Radyo Yayın Kurumu | CyBC        | 1969            |
| Danmark                 | Danmarks Radio | DR          | 1950            |
| Danmark                 | TV2 Danmark | DK/TV2      | 1989            |
| Egypten                 | Al-Hayʾa l-Waṭaniyya li-l-ʾIʿlām | NTU         | 1985            |
| Estland                 | Eesti Rahvusringhääling: - Eesti Raadio (ER) - Eesti Televisioon (ETV) | ERR         | 1993            |
| Finland                 | Yleisradio | Yle         | 1950            |
| Frankrike               | Groupe de Radiodiffusion Française: - France Télévisions (FTV) - Radio France (RF) - France Médias Monde (FMM) | GRF         | 1950            |
| Georgien                | Sakartvelos Sazogadoebrivi Mauts'q'ebeli (Georgiens offentliga television) | GPB         | 2005            |
| Grekland                | Ellinikí Radiphonía Tileórassi | ERT         | 1950-2013, 2015 |
| Irland                  | Raidió Teilifís Éireann | RTÈ         | 1950            |
| Irland                  | TG4 | TG4         | 2007            |
| Island                  | Ríkisútvarpið | RÚV         | 1956            |
| Israel                  | Israeli Public Broadcasting Corporation | IPBC/KAN    | 1950            |
| Italien                 | Radiotelevisione Italiana | RAI         | 1950            |
| Jordanien               | Muasasat al'iidhaeat waltilfizyun al'urduniyi | JRTV        | 1970            |
| Kroatien                | Hrvatska Radiotelevizija | HRT         | 1993            |
| Lettland                | Latvijas Sabiedriskie Mediji: - Latvijas Televīzija (LTV) - Latvijas Radio (LR) | LSM         | 1993            |
| Libanon                 | Télé Liban | TL          | 1950            |
| Libyen                  | Qanaat Libya Alwatanii | LNC         | 2011            |
| Litauen                 | Lietuvos Nacionalinis Radijas ir Televizija | LRT         | 1993            |
| Luxemburg               | RTL Group | RTL         | 1950            |
| Luxemburg               | Établissement de Radiodiffusion Socioculturelle du Grand-Duché de Luxembourg | ERSL        | 1996            |
| Malta                   | Public Broadcasting Services | PBS         | 1970            |
| Marocko                 | Société Nationale de Radiodiffusion et de Télévision | SNRT        | 1950            |
| Moldavien               | TeleRadio-Moldova | TRM         | 1993            |
| Monaco                  | Monaco Media Diffusion | MMD         | 1994            |
| Monaco                  | TVMonaco | TVM         | 2024            |
| Montenegro              | Radio Televizija Crne Gore | RTCG        | 2006            |
| Nederländerna           | Nederlandse Publieke Omroep: - AVROTROS - BNNVARA - Evangelische Omroep (EO) - Humanistische Omroep (HUMAN) - KRO-NCRV - MAX - Nederlandse Omroep Stichting (NOS) - NTR - Ongehoord Nederland (ON) - PowNed - Stichting Ether Reclame (STER) - VPRO - WNL - Zwart | NPO         | 1950            |
| Nordmakedonien          | Makedonska Radio Televizija | MRT         | 1993            |
| Norge                   | Norsk Rikskringkasting | NRK         | 1950            |
| Polen                   | Telewizja Polska | TVP         | 1993            |
| Polen                   | Polskie Radio | PR          | 1993            |
| Portugal                | Rádio e Televisão de Portugal | RTP         | 1950            |
| Rumänien                | Română de Radiodifuziune | ROR         | 1993            |
| Rumänien                | Televiziunea Română | TVR         | 1993            |
| San Marino              | Radiotelevisione della Repubblica di San Marino (San Marino RTV) | SMRTV       | 1995            |
| Schweiz                 | Schweizerische Radio- und Fernsehgesellschaft: - Schweizer Radio und Fernsehen (SRF) - Radio Télévision Suisse (RTS) - Radiotelevisione Svizzera (RSI) - Radiotelevisiun Svizra Rumantscha (RTR) | SRG SSR     | 1950            |
| Serbien                 | Radio-televizija Srbije | RTS         | 2006            |
| Slovakien               | Rozhlas a televízia Slovenska | RTVS        | 2011            |
| Slovenien               | Radiotelevizija Slovenija | RTVSLO      | 1993            |
| Spanien                 | Radiotelevisión Española | RTVE        | 1955            |
| Storbritannien          | British Broadcasting Corporation | BBC         | 1950            |
| Storbritannien          | United Kingdom Independent Broadcasting: - ITV plc - STV Group - Channel Four Television Corporation - S4C Authority | UKIB        | 1981            |
| Sverige                 | Sveriges Rundradiotjänst: - Sveriges Television (SVT) - Sveriges Radio (SR) - Sveriges Utbildningsradio (UR) | SRT         | 1950            |
| Tjeckien                | Český Rozhlas | ČRo         | 1993            |
| Tjeckien                | Česká Televize | ČT          | 1993            |
| Tunisien                | Établissement de la Radio Tunisienne | RTT         | 2007            |
| Tunisien                | Établissement de la Télévision Tunisienne | RTT         | 2007            |
| Turkiet                 | Türkiye Radyo ve Televizyon Kurumu | TRT         | 1950            |
| Tyskland                | Arbeitsgemeinschaft der öffentlich-rechtlichen Rundfunkanstalten der Bundesrepublik Deutschland: - Bayerischer Rundfunk (BR) - Hessischer Rundfunk (HR) - Mitteldeutscher Rundfunk (MDR) - Norddeutscher Rundfunk (NDR) - Radio Bremen (RB) - Rundfunk Berlin-Brandenburg (RBB) - Saarländischer Rundfunk (SR) - Südwestrundfunk (SWR) - Westdeutscher Rundfunk (WDR) - Deutsche Welle (DW) - Deutschlandradio | ARD         | 1952            |
| Tyskland                | Zweites Deutsches Fernsehen | ZDF         | 1963            |
| Ukraina                 | Natsionalna suspilna teleradiokompanija Ukrajiny | NSTU/UA:PBC | 1993            |
| Ungern                  | Médiaszolgáltatás-támogató és Vagyonkezelő Alap: - Duna Médiaszolgáltató | MTVA        | 2014            |
| Vatikanstaten           | Radio Vaticana, Statio Radiophonica Vaticana | VR          | 1950            |
| Österrike               | Österreichischer Rundfunk | ORF         | 1953            |

### Associerade medlemmar
| Land        | Sändningsföretag                                                        | Förkortning | År   |
| ----------- | ----------------------------------------------------------------------- | ----------- | ---- |
| Australien  | Australian Broadcasting Corporation                                     | ABC         | 1950 |
| Australien  | FreeTV Australia                                                        | Free        | 1962 |
| Australien  | Special Broadcasting Service                                            | SBS         | 1979 |
| Bangladesh  | Bānlādēśa Tēlibhiśana                                                   | NBAB        | 1974 |
| Brasilien   | Fundação Padre Anchieta                                                 | FPA         | 2012 |
| Chile       | Canal 13                                                                | C13         | 1971 |
| Georgien    | Teleimedi                                                               | TEME        | 2004 |
| Georgien    | Rustavi 2                                                               | RB          | 2003 |
| Hong Kong   | Xiānggǎng Diàntái                                                       | RTHK        | 1983 |
| Iran        | Islamic Republic of Iran Broadcasting (صدا و سيمای جمهوری اسلامی ايران) | IRIB        | 1968 |
| Japan       | Nippon Hoso Kyokai                                                      | NHK         | 1951 |
| Japan       | TBS Holdings                                                            | TBS         | 2000 |
| Kanada      | Canadian Broadcasting Corporation                                       | CBC         | 1950 |
| Kazakstan   | Khabar Agency                                                           | KA          | 2016 |
| Kina        | Zhōngyāng Guǎngbò Diànshì Zǒng Tái                                      | CMG         | 2010 |
| Kina        | Shànghǎi Wénhuà Guǎngbò Yǐngshì Jítuán Yǒuxiàn Gōngsī                   | SMG         | 2016 |
| Kuba        | Instituto Cubano de Radio y Televisión                                  | ICRT        | 1992 |
| Malaysia    | Jabatan Penyiaran Malaysia                                              | RTM         | 1970 |
| Mauritius   | Mauritius Broadcasting Corporation                                      | MBC         | 1980 |
| Nepal       | Association of Community Radio Broadcasters Nepal                       | ACORAB      | 2023 |
| Nya Zeeland | Radio New Zealand                                                       | RNZ         | 1950 |
| Nya Zeeland | Television New Zealand                                                  | TVNZ        | 1980 |
| Oman        | Oman TV                                                                 | PART        | 1976 |
| Sydkorea    | Korean Broadcasting System (한국방송공사)                               | KBS         | 1974 |
| Syrien      | Alhayyat Aleamat Lil'iidhaeat Waltilfizyun                              | ORTAS       | 1978 |
| USA         | American Broadcasting Company                                           | ABC         | 1959 |
| USA         | American Public Media                                                   | APM         | 2004 |
| USA         | Columbia Broadcasting System                                            | CBS         | 1956 |
| USA         | National Public Radio                                                   | NPR         | 1971 |
| USA         | National Broadcasting Company                                           | NBC         | 1953 |
| USA         | WFMT Radio Network                                                      | WFMT        | 1980 |

### Tidigare medlemmar
| Land                   | Sändningsföretag                                                                              | Förkortning | År        |
| ---------------------- | --------------------------------------------------------------------------------------------- | ----------- | --------- |
| Finland                | MTV3                                                                                          | FI/MTV      | 1993-2019 |
| Frankrike              | Radiodiffusion-Télévision Française                                                           | RTF         | 1950-1964 |
| Frankrike              | Office de Radiodiffusion Télévision Française                                                 | ORTF        | 1964-1975 |
| Frankrike              | Télédiffusion de France                                                                       | TDF         | 1975-1982 |
| Frankrike              | TF1                                                                                           | TF1         | 1975-2018 |
| Frankrike              | Europe 1                                                                                      | E1          | 1978-2022 |
| Frankrike              | Organisme Français de Radiodiffusion et de Télévision                                         | OFRT        | 1983-1992 |
| Frankrike              | Canal+                                                                                        | C+          | 1984-2018 |
| Grekland               | Néa Ellinikí Radiofonía, Ínternet kai Tileórasi                                               | NERIT       | 2014-2015 |
| Israel                 | Rashút HaShidúr                                                                               | IBA         | 1957-2017 |
| Jugoslavien            | Jugoslavenska Radiotelevizija                                                                 | JRT         | 1950-1992 |
| Libyen                 | Alhayyat Aleamat li'iidhaeat Aljamahiriat Aleuzmaa                                            | LJBC        | 1974-2011 |
| Malta                  | Maltese Broadcasting Authority                                                                | MBA         | 1970-2003 |
| Monaco                 | Groupement de Radiodiffuseurs Monégasques: - Radio Monte Carlo (RMC) - Télé Monte-Carlo (TMC) | GRMC        | 1950-2021 |
| Monaco                 | La7                                                                                           | TMC         | 1981-2001 |
| Ryssland               | Pervyj Kanal Ostankino                                                                        | C1O         | 1994-1995 |
| Serbien och Montenegro | Udruženje Javnih Radija i Televizija                                                          | UJRT        | 2001-2006 |
| Slovakien              | Slovenský Rozhlas                                                                             | SRo         | 1993-2001 |
| Slovakien              | Slovenská Televízia                                                                           | STV         | 1993-2001 |
| Spanien                | Antena 3 Radio                                                                                | A3R         | 1986-1993 |
| Spanien                | Radio Popular SA COPE                                                                         | COPE        | 1998-2019 |
| Spanien                | Sociedad Española de Radiodifusión                                                            | SER         | 1982-2020 |
| Storbritannien         | Independent Television Authority                                                              | ITA         | 1959-1972 |
| Storbritannien         | Independent Television Companies Association                                                  | ITCA        | 1959-1981 |
| Storbritannien         | Independent Broadcasting Authority                                                            | IBA         | 1972-1981 |
| Storbritannien         | Radiocentre                                                                                   | CRCA        | 1981-2006 |
| Sverige                | TV4                                                                                           | SE/TV4      | 2004-2019 |
| Tjeckoslovakien        | Československá Televize                                                                       | ČST         | 1991-1992 |
| Tunisien               | Établissement de la radiodiffusion-télévision tunisienne                                      | ERTT        | 1990-2007 |
| Ungern                 | Duna TV                                                                                       | Duna        | 2013-2015 |
| Ungern                 | Magyar Rádió                                                                                  | MR          | 1993-2015 |
| Ungern                 | Magyar Televízió                                                                              | MTV         | 1993-2015 |

### Avstängda medlemmar
| Land     | Sändningsföretag                                                               | Förkortning | År   | Avstängd |
| -------- | ------------------------------------------------------------------------------ | ----------- | ---- | -------- |
| Belarus  | Belaruskaja Tele-Radio Campanija                                               | BTRC        | 1993 | 2021-    |
| Ryssland | Pervyj Kanal                                                                   | C1R         | 1995 | 2022-    |
| Ryssland | Vserossiyskaya Gosudarstvennaya Televizionnaya i Radioveshchatelnaya Kompaniya | VGTRK       | 1993 | 2022-    |
| Ryssland | Radio Dom Ostankino: - Radio Majak (MK) - Radio Orpheus (OP)                   | RDO         | 1996 | 2022-    |

## Eurovision Song Contest
På TV-sidan är det viktigaste samarbetet utbyte av nyhetsinslag och bilder i Eurovision. Dessutom görs flera gemensamma sportsatsningar. Eurovision Song Contest som har arrangerats årligen sedan 1956 hör till de mest kända evenemangen. Ursprungligen var det bara medlemsländer som hade sina sändarnät ihoplänkade som kunde delta i Eurovisionssamarbetet och ta emot de direktsända programmen. Sverige blev ihopkopplat med Eurovisionen 1958 i samband med Fotbolls-VM. I början av 1970-talet blev det möjligt för medlemsländer att delta i samarbetet via satellit. Det gjorde det möjligt för exempelvis Turkiet och Israel och senare Cypern och Island att bli en del av det europeiska TV-samarbetet. Sedan 1990-talet har satellitsändningar helt ersätt det markbundna länknätet.
Eurovisionens kända signaturmelodi, "Eurovisionhymnen", är hämtat från den första satsen (Marche en rondeau) ur Te Deum av den franske tonsättaren Marc-Antoine Charpentier. Musikstycket, som är från 1600-talet, var länge bortglömt men återupptäcktes 1953 av den fransk-belgiske musikvetaren Carl de Nys.